# Antonio Bernal Tenorio
Antonio Bernal Tenorio (Toluca de Lerdo, Estado de México, 1911-?) fue un político y sindicalista mexicano, miembro del Partido Revolucionario Institucional (PRI). Fue líder de la Federación de Sindicatos de Trabajadores al Servicio del Estado (FSTSE) y diputado federal de 1967 a 1970.

## Biografía
Fue licenciado en Derecho egresado de la Universidad Nacional Autónoma de México (UNAM). Ejerció como docente en varias escuelas secundarias de la Ciudad de México, en la Escuela Nacional Preparatoria y en la Universidad Obrera de México.
Fue empleado de la Suprema Corte de Justicia de la Nación donde inició su participación en el Sindicato Nacional de Trabajadores del Poder Judicial. Además, a partir de 1943 militó en la Liga de Acción Política, partido fundado por Narciso Bassols, que ese año lo postuló como candidato a diputado federal suplente por el Distrito 6 del Distrito Federal junto a Víctor Manuel Villaseñor como candidato propietario, pero fue oficialamente derrotados por el candidato del Partido de la Revolución Mexicana (PRM), Juan Best García.
En 1946 se unió al PRI y participó e la campaña electoral de dicho año de Miguel Alemán Valdés como candidato a la presidencia y que al asumirla, lo nombró como su asesor durante todo su sexenio. El mismo 1946 fue candidato a secretario general de la Federación de Sindicatos de Trabajadores al Servicio del Estado (FSTSE), aunque no triunfó, fue nombrado secretario de Organización de la misma por el ganador, Armando Soto Ruiz, y permaneció en el cargo hasta 1948. De 1952 a 1958 volvió a ser nombrado asesor por el presidente Adolfo Ruiz Cortines. De 1961 a 1965 fue secretario de Trabajo y Conflictos de la FSTSE, siendo secretario general Jesús Robles Martínez y finalmente en 1965 es elegido secretario general de FSTSE culminando su periodo en 1967. En 1966, como líder de la FTSE, fue elegido primer presidente del Congreso del Trabajo.
Al dejar el cargo, fue postulado candidato del PRI a diputado federal por el Distrito 8 del Estado de México, resultando elegido para la XLVII Legislatura de 1967 a 1970. En ella fue integrante de las comisiones de Autotraansportes; 1.ª de Defensa Nacional; y, 3.ª de Estudios Legislativos. En 1970 el presidente Luis Echeverría Álvarez lo nombró director general de Caminos y Puentes Federales de Ingresos y Servicios Conexos (CAPUFE) hasta el fin de su gobierno en 1976. En 1977 fue elegido secretario general del Sindicato de Trabajadores del Poder Judicial de la Federación.